# Perryville (Missouri)
Pour les articles homonymes, voir Perryville.
La ville de Perryville est le siège du comté de Perry, situé dans l'État du Missouri, aux États-Unis.